# Tarascon-sur-Ariège
Pour les articles homonymes, voir Tarascon.
Tarascon-sur-Ariège (en occitan : Tarascon d'Arièja) est une commune française, située dans le département de l'Ariège en région Occitanie. Sur le plan historique et culturel, la commune fait partie du pays du Sabarthès, structuré par la haute vallée de l'Ariège en amont du pays de Foix avec Tarascon-sur-Ariège comme ville principale.
Exposée à un climat océanique altéré, elle est drainée par l'Ariège, le Vicdessos, le ruisseau de la Courbière et par un autre cours d'eau. La commune possède un patrimoine naturel remarquable : un site Natura 2000 (« Garonne, Ariège, Hers, Salat, Pique et Neste ») et cinq zones naturelles d'intérêt écologique, faunistique et floristique.
Tarascon-sur-Ariège est une commune rurale qui compte 3 060 habitants en 2022. Elle appartient à l'unité urbaine de Tarascon-sur-Ariège et fait partie de l'aire d'attraction de Tarascon-sur-Ariège. Ses habitants sont appelés les Tarasconnais ou Tarasconnaises.
C'est un centre industriel situé à un important carrefour de routes. Elle est formée par la réunion de la ville basse – au confluent de l'Ariège et du Vicdessos – et d'une ville haute, autrefois fortifiée, qui s'adosse à une butte surmontée d'une tour ronde.
Le patrimoine architectural de la commune comprend cinq immeubles protégés au titre des monuments historiques : la chapelle Notre-Dame de Sabart, classée en 1846, le château de Lacombe, classé en 1983 et inscrite en 1992, l'église Notre-Dame-de-la-Daurade, inscrite en 1990, la maison de Jehan-Séré, inscrite en 1950, et la tour Saint-Michel, classée en 1950.

## Géographie

### Localisation
- 1Carte dynamique
- 2Carte OpenStreetMap
- 3Carte topographique

La commune de Tarascon-sur-Ariège se trouve dans le département de l'Ariège, en région Occitanie.
Commune située dans les Pyrénées sur l'Ariège, au confluent avec le Vicdessos dans le Pays de Foix Haute-Ariège. Elle est le centre de l'unité urbaine de Tarascon-sur-Ariège.
Elle se situe à 13 km à vol d'oiseau de Foix, préfecture du département
, bureau centralisateur du canton du Sabarthès dont dépend la commune depuis 2015 pour les élections départementales
La commune est par ailleurs ville-centre du bassin de vie de Tarascon-sur-Ariège.
Les communes les plus proches sont : 
Quié (1,0 km), Bompas (2,1 km), Ussat (2,2 km), Arignac (2,6 km), Surba (2,9 km), Arnave (3,4 km), Ornolac-Ussat-les-Bains (3,8 km), Alliat (3,8 km).
Sur le plan historique et culturel, Tarascon-sur-Ariège fait partie du pays du Sabarthès, structuré par la haute vallée de l'Ariège en amont du pays de Foix avec Tarascon-sur-Ariège comme ville principale.

### Communes limitrophes
| Tarascon-sur-Ariège est limitrophe de dix autres communes. Les communes limitrophes sont Alliat, Arignac, Arnave, Bompas, Génat, Niaux, Quié, Rabat-les-Trois-Seigneurs, Surba et Ussat. Les limites communales de Tarascon-sur-Ariège et celles de ses communes adjacentes. | \| Surba \| Arignac \| Bompas \| \| Rabat-les-Trois-Seigneurs \| Tarascon-sur-Ariège \| Arnave \| \| Génat, Quié, Alliat \| Niaux \| Ussat \| |        |
| Surba | Arignac | Bompas |
| Rabat-les-Trois-Seigneurs | Tarascon-sur-Ariège | Arnave |
| Génat, Quié, Alliat | Niaux | Ussat  |

### Géologie et relief
La commune est située dans les Pyrénées, une chaîne montagneuse jeune, érigée durant l'ère tertiaire (il y a 40 millions d'années environ), en même temps que les Alpes, certaines parties étant recouvertes par des formations superficielles. Les terrains affleurants sur le territoire communal sont constitués de roches pour partie sédimentaires et pour partie métamorphiques datant du Cénozoïque, l'ère géologique la plus récente sur l'échelle des temps géologiques, débutant il y a 66 millions d'années. La structure détaillée des couches affleurantes est décrite dans les feuilles « n°1075 - Foix » et « n°1087 - Vicdessos » de la carte géologique harmonisée au 1/50 000ème du département de l'Ariège, et leurs notices associées,.
La superficie cadastrale de la commune publiée par l’Insee, qui sert de références dans toutes les statistiques, est de 8,65 km2,. La superficie géographique, issue de la BD Topo, composante du Référentiel à grande échelle produit par l'IGN, est quant à elle de 8,6 km2. Son relief est particulièrement escarpé puisque la dénivelée maximale atteint 724 mètres. L'altitude du territoire varie entre 463 m et 1 187 m.

### Hydrographie

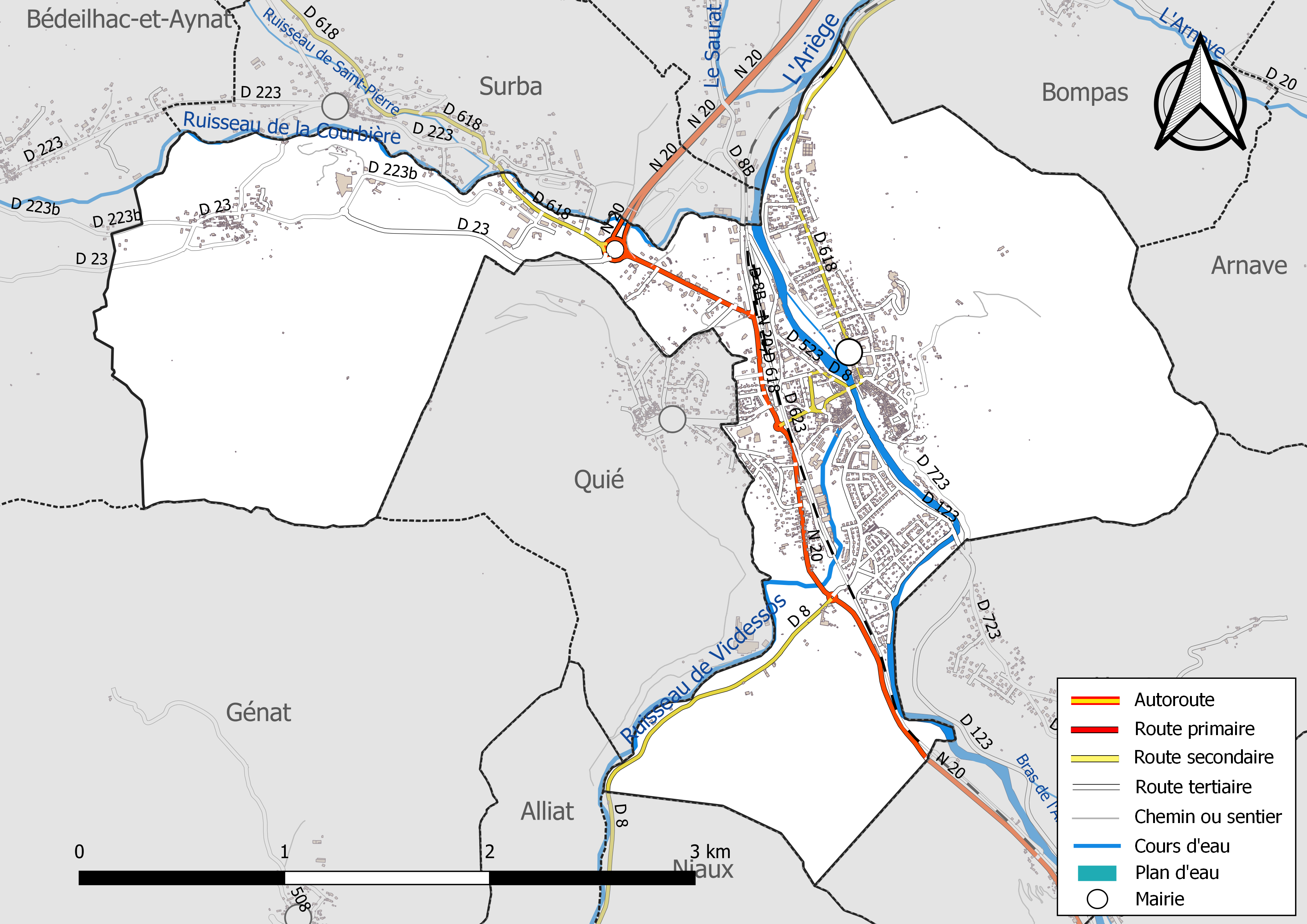
Réseaux hydrographique et routier de Tarascon-sur-Ariège.

La commune est dans le bassin versant de la Garonne, au sein du bassin hydrographique Adour-Garonne. Elle est drainée par l'Ariège, le Vicdessos, le ruisseau de la Courbière et un bras de l'Ariège, constituant un réseau hydrographique de 6 km de longueur totale,.
L'Ariège, d'une longueur totale de 162,91 km, prend sa source dans la commune de Porta et s'écoule du sud vers le nord. Elle traverse la commune et se jette dans la Garonne à Portet-sur-Garonne, après avoir traversé 56 communes.
Le Vicdessos, d'une longueur totale de 36,8 km, prend sa source dans la commune d'Auzat et s'écoule du sud vers le nord. Il traverse la commune et se jette dans l'Ariège sur le territoire communal, après avoir traversé 8 communes.
Le ruisseau de la Courbière, d'une longueur totale de 15,7 km, prend sa source dans la commune de Rabat-les-Trois-Seigneurs et s'écoule d'ouest en est. Il traverse la commune et se jette dans l'Ariège à Surba, après avoir traversé 4 communes.

### Climat
Pour des articles plus généraux, voir Climat de l'Occitanie et Climat de l'Ariège.
En 2010, le climat de la commune est de type climat océanique altéré, selon une étude s'appuyant sur une série de données couvrant la période 1971-2000. En 2020, Météo-France publie une typologie des climats de la France métropolitaine dans laquelle la commune est exposée à un climat de montagne et est dans la région climatique Pyrénées centrales, caractérisée par une pluviométrie annuelle de 1 000 à 1 200 mm.
Pour la période 1971-2000, la température annuelle moyenne est de 12 °C, avec une amplitude thermique annuelle de 15,4 °C. Le cumul annuel moyen de précipitations est de 1 075 mm, avec 9,9 jours de précipitations en janvier et 7,4 jours en juillet. Pour la période 1991-2020, la température moyenne annuelle observée sur la station météorologique la plus proche, située sur la commune d'Aston à 10 km à vol d'oiseau, est de 5,9 °C et le cumul annuel moyen de précipitations est de 1 103,9 mm,. Pour l'avenir, les paramètres climatiques de la commune estimés pour 2050 selon différents scénarios d'émission de gaz à effet de serre sont consultables sur un site dédié publié par Météo-France en novembre 2022.

### Milieux naturels et biodiversité

#### Réseau Natura 2000

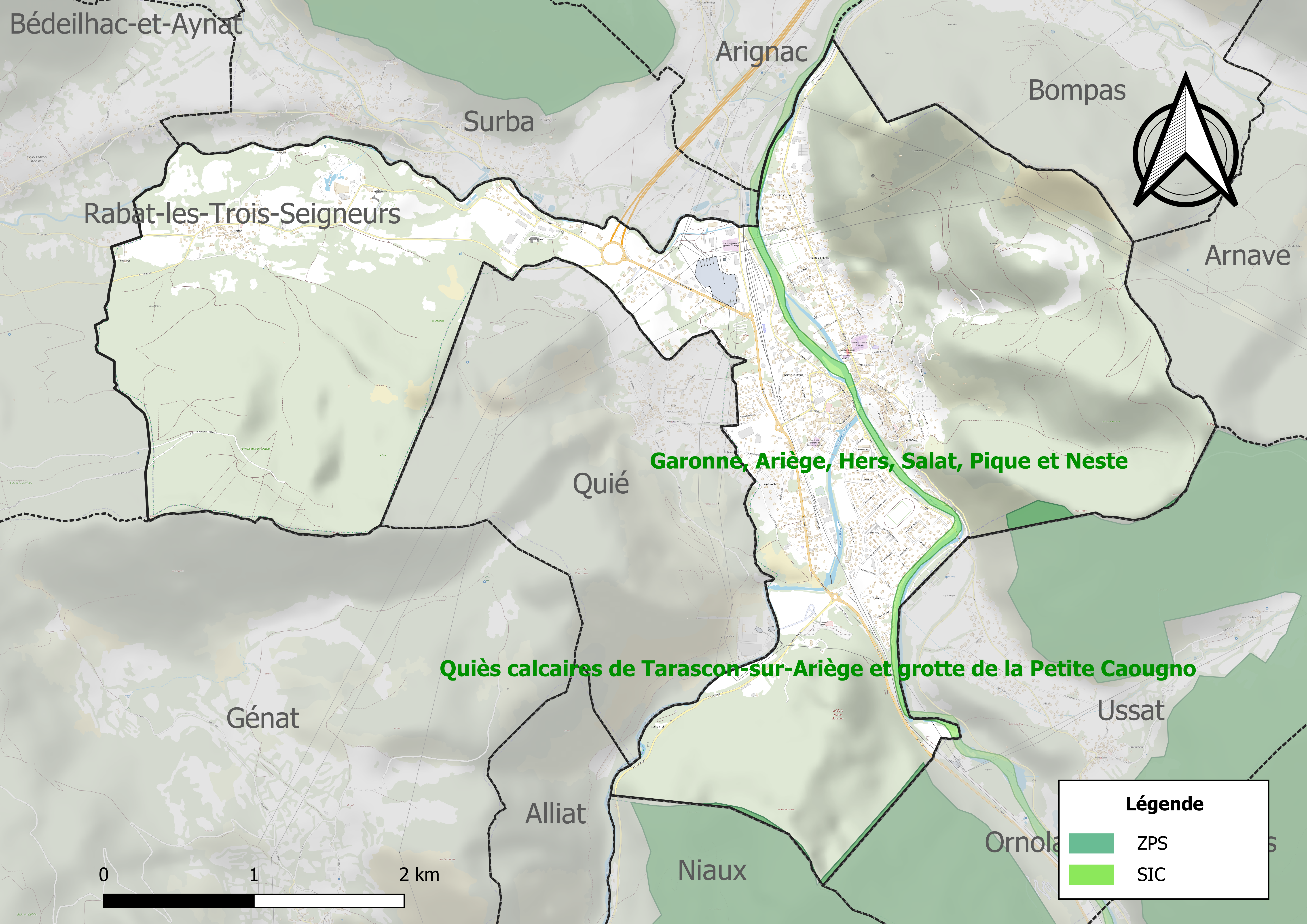
Site Natura 2000 sur le territoire communal.

Le réseau Natura 2000 est un réseau écologique européen de sites naturels d'intérêt écologique élaboré à partir des directives habitats et oiseaux, constitué de zones spéciales de conservation (ZSC) et de zones de protection spéciale (ZPS).
Un site Natura 2000 a été défini sur la commune au titre de la directive habitats : « Garonne, Ariège, Hers, Salat, Pique et Neste », d'une superficie de 9 581 ha, un réseau hydrographique pour les poissons migrateurs, avec des zones de frayères actives et potentielles importantes pour le Saumon en particulier qui fait l'objet d'alevinages réguliers et dont des adultes atteignent déjà Foix sur l'Ariège.

#### Zones naturelles d'intérêt écologique, faunistique et floristique
L’inventaire des zones naturelles d'intérêt écologique, faunistique et floristique (ZNIEFF) a pour objectif de réaliser une couverture des zones les plus intéressantes sur le plan écologique, essentiellement dans la perspective d’améliorer la connaissance du patrimoine naturel national et de fournir aux différents décideurs un outil d’aide à la prise en compte de l’environnement dans l’aménagement du territoire.
Trois ZNIEFF de type 1 sont recensées sur la commune :
- le « cours de l'Ariège » (1 341 ha), couvrant 112 communes dont 86 dans l'Ariège et 26 dans la Haute-Garonne[30] ;
- les « parois calcaires et quiès du bassin de Tarascon » (8 161 ha), couvrant 58 communes du département[31],
- le « ruisseau de Vicdessos en aval d'Auzat » (152 ha), couvrant 8 communes du département[32] ;

et deux ZNIEFF de type 2, : 
- « L'Ariège et ripisylves » (1 975 ha), couvrant 56 communes dont 43 dans l'Ariège et 13 dans la Haute-Garonne[33] ;
- les « parois calcaires et quiès de la haute vallée de l'Ariège » (9 891 ha), couvrant 40 communes du département[34].

Carte des ZNIEFF de type 1 et 2 à Tarascon-sur-Ariège.
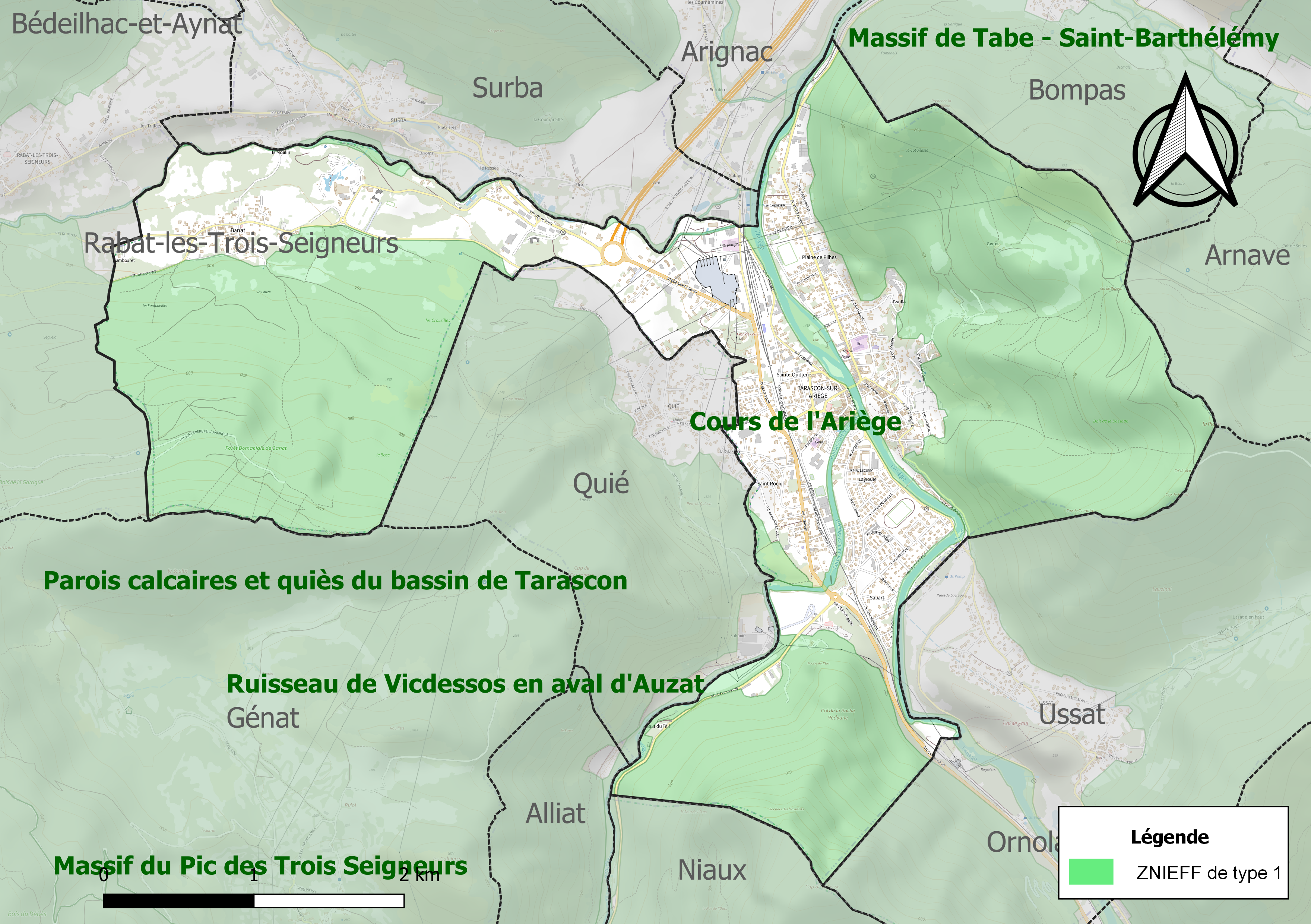
Carte des ZNIEFF de type 1 sur la commune.
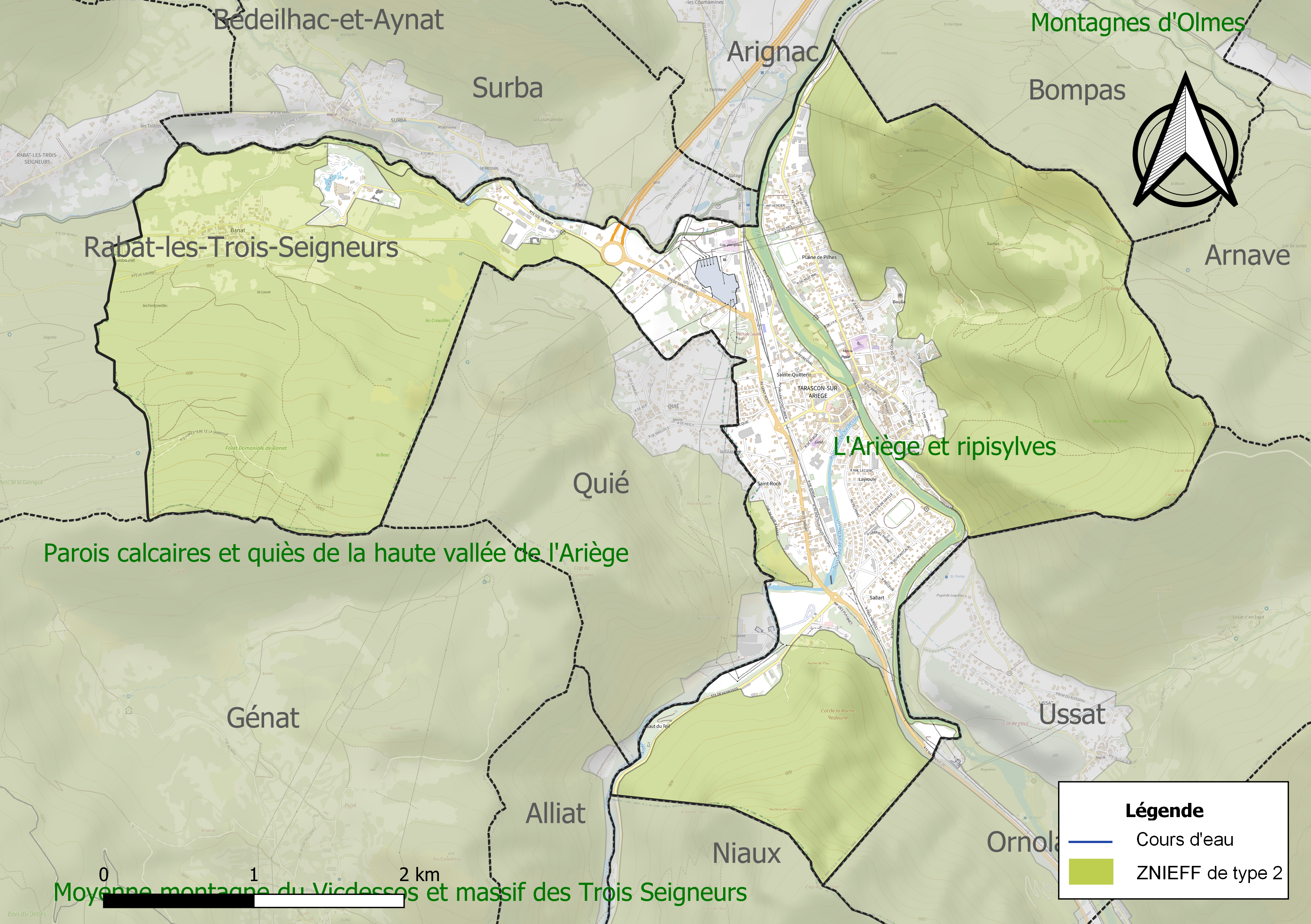
Carte des ZNIEFF de type 2 sur la commune.

## Urbanisme

### Typologie
Au 1er janvier 2024, Tarascon-sur-Ariège est catégorisée bourg rural, selon la nouvelle grille communale de densité à 7 niveaux définie par l'Insee en 2022.
Elle appartient à l'unité urbaine de Tarascon-sur-Ariège, une agglomération intra-départementale dont elle est ville-centre,. Par ailleurs la commune fait partie de l'aire d'attraction de Tarascon-sur-Ariège, dont elle est la commune-centre,. Cette aire, qui regroupe 6 communes, est catégorisée dans les aires de moins de 50 000 habitants,.

### Occupation des sols

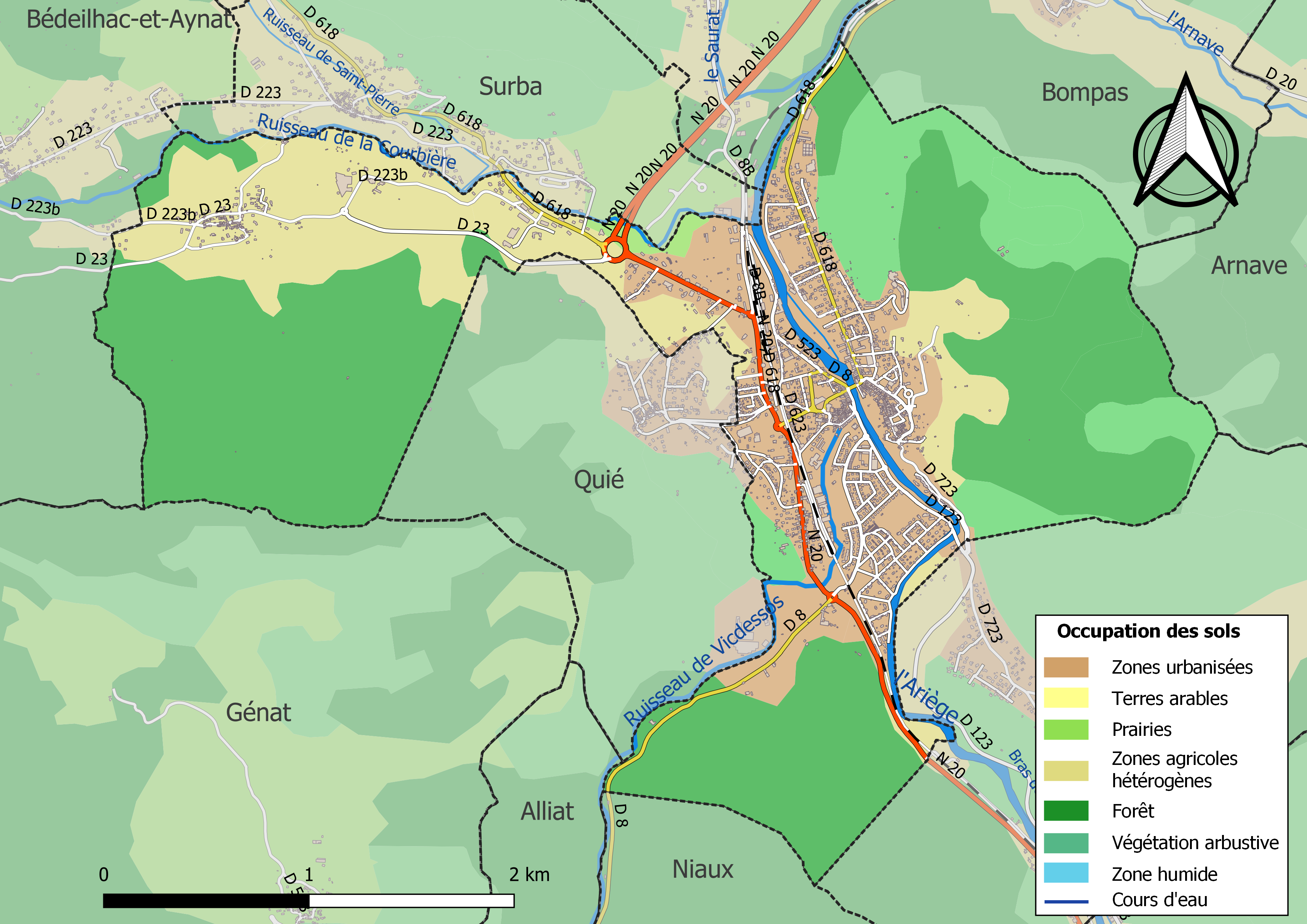
Carte des infrastructures et de l'occupation des sols de la commune en 2018 (CLC).

L'occupation des sols de la commune, telle qu'elle ressort de la base de données européenne d’occupation biophysique des sols Corine Land Cover (CLC), est marquée par l'importance des forêts et milieux semi-naturels (57,6 % en 2018), en diminution par rapport à 1990 (60,6 %). La répartition détaillée en 2018 est la suivante : 
forêts (46,7 %), zones urbanisées (18,5 %), zones agricoles hétérogènes (17,7 %), milieux à végétation arbustive et/ou herbacée (11 %), zones industrielles ou commerciales et réseaux de communication (5,5 %), prairies (0,7 %). L'évolution de l’occupation des sols de la commune et de ses infrastructures peut être observée sur les différentes représentations cartographiques du territoire : la carte de Cassini (XVIIIe siècle), la carte d'état-major (1820-1866) et les cartes ou photos aériennes de l'IGN pour la période actuelle (1950 à aujourd'hui).

### Habitat et logement
En 2018, le nombre total de logements dans la commune était de 1 881, alors qu'il était de 1 860 en 2013 et de 1 755 en 2008.
Parmi ces logements, 76 % étaient des résidences principales, 12,8 % des résidences secondaires et 11,2 % des logements vacants. Ces logements étaient pour 57,3 % d'entre eux des maisons individuelles et pour 42,3 % des appartements.
Le tableau ci-dessous présente la typologie des logements à Tarascon-sur-Ariège en 2018 en comparaison avec celle de l'Ariège et de la France entière. Une caractéristique marquante du parc de logements est ainsi une proportion de résidences secondaires et logements occasionnels (12,8 %) inférieure à celle du département (24,6 %) mais supérieure à celle de la France entière (9,7 %). Concernant le statut d'occupation de ces logements, 49,5 % des habitants de la commune sont propriétaires de leur logement (49,4 % en 2013), contre 66,3 % pour l'Ariège et 57,5 % pour la France entière.
| Typologie                                               | Tarascon-sur-Ariège | Ariège | France entière |
| ------------------------------------------------------- | ------------------- | ------ | -------------- |
| Résidences principales (en %)                           | 76                  | 65,7   | 82,1           |
| Résidences secondaires et logements occasionnels (en %) | 12,8                | 24,6   | 9,7            |
| Logements vacants (en %)                                | 11,2                | 9,7    | 8,2            |

### Voies de communication et transports
Accès avec la route nationale 20 et par le train en gare de Tarascon-sur-Ariège sur la ligne de Portet-Saint-Simon à Puigcerda (frontière).

### Risques majeurs
Le territoire de la commune de Tarascon-sur-Ariège est vulnérable à différents aléas naturels : inondations, climatiques (grand froid ou canicule), feux de forêts, mouvements de terrains et séisme (sismicité modérée). Il est également exposé à deux risques technologiques, le transport de matières dangereuses et la rupture d'un barrage,.

#### Risques naturels

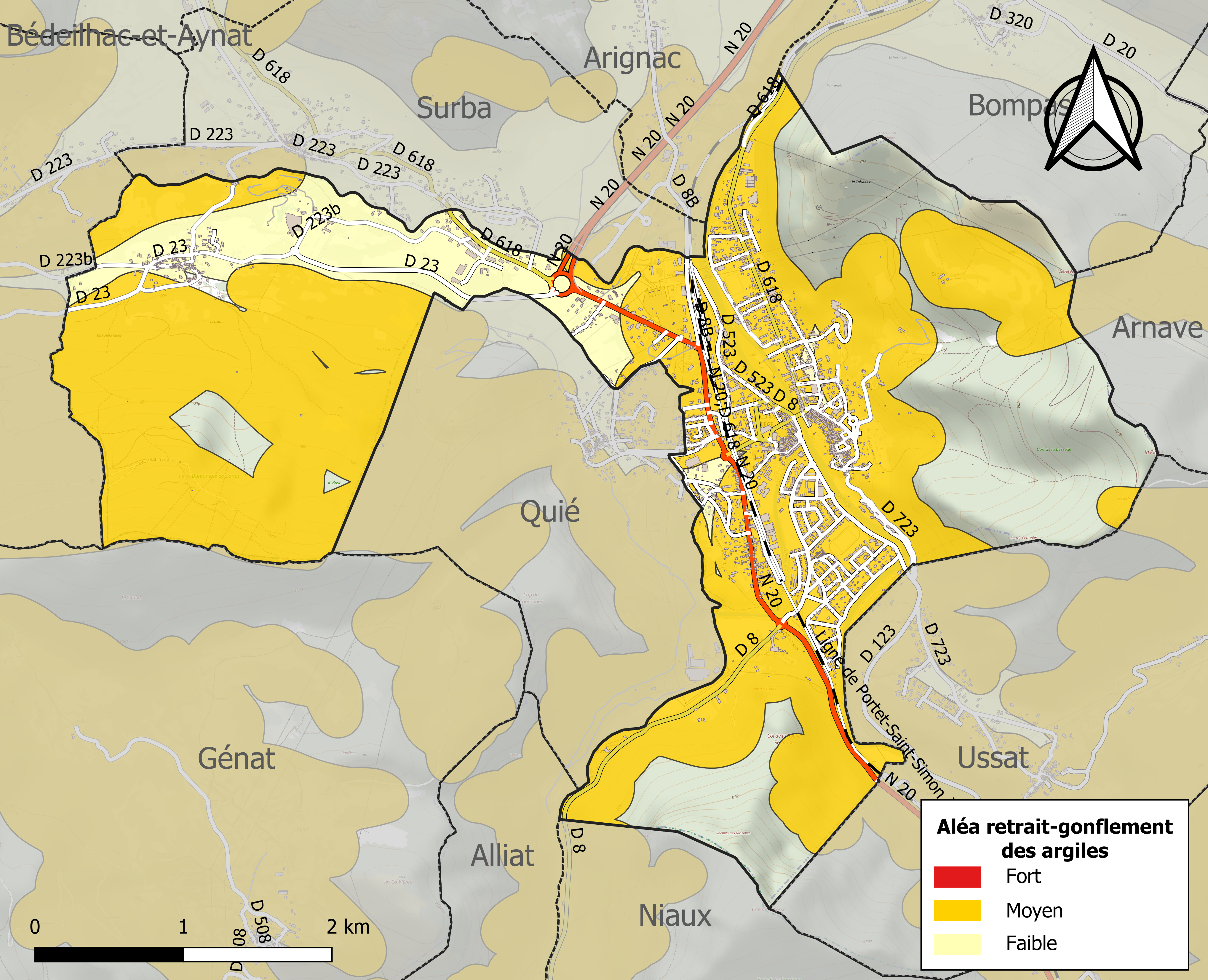
Zonage de l'aléa retrait-gonflement des argiles sur la commune de Tarascon-sur-Ariège.

Certaines parties du territoire communal sont susceptibles d’être affectées par le risque d’inondation par débordement, crue torrentielle d'un cours d'eau, l'Ariège, ou ruissellement d'un versant. L’épisode de crue le plus marquant dans le département reste sans doute celui de 1875. Parmi les inondations marquantes plus récentes concernant le cours d'eau de l'Ariège figurent la crue torrentielle de 1982 et les inondations de plaine de 1996 et de 2005 de la Basse vallée de l'Ariège.
Les mouvements de terrains susceptibles de se produire sur la commune sont soit des chutes de blocs, soit des glissements de terrains, soit des effondrements liés à des cavités souterraines, soit des mouvements liés au retrait-gonflement des argiles. Près de 50 % de la superficie du département est concernée par l'aléa retrait-gonflement des argiles, dont la commune de Tarascon-sur-Ariège. L'inventaire national des cavités souterraines permet par ailleurs de localiser celles situées sur la commune.
Près de 50 % de la superficie du département est concernée par l'aléa retrait-gonflement des argiles, dont la commune de Tarascon-sur-Ariège. L'inventaire national des cavités souterraines permet par ailleurs de localiser celles situées sur la commune.
Ces risques naturels sont pris en compte dans l'aménagement du territoire de la commune par le biais d'un plan de prévention des risques (PPR) inondation et mouvement de terrain approuvé le 6 juin 2005.

#### Risques technologiques
Le risque de transport de matières dangereuses par une infrastructure routière ou ferroviaire ou par une canalisation de transport de gaz concerne la commune. Un accident se produisant sur une telle infrastructure est en effet susceptible d’avoir des effets graves au bâti ou aux personnes jusqu’à 350 m, selon la nature du matériau transporté. Des dispositions d’urbanisme peuvent être préconisées en conséquence.
Dans le département de l’Ariège on dénombre cinq grands barrages susceptibles d’occasionner des dégâts en cas de rupture. La commune fait partie des 80 communes susceptibles d’être touchées par l’onde de submersion consécutive à la rupture d’un de ces barrages. Elle est en effet dans la zone de proximité immédiate d'un barrage classé PPI.

## Histoire

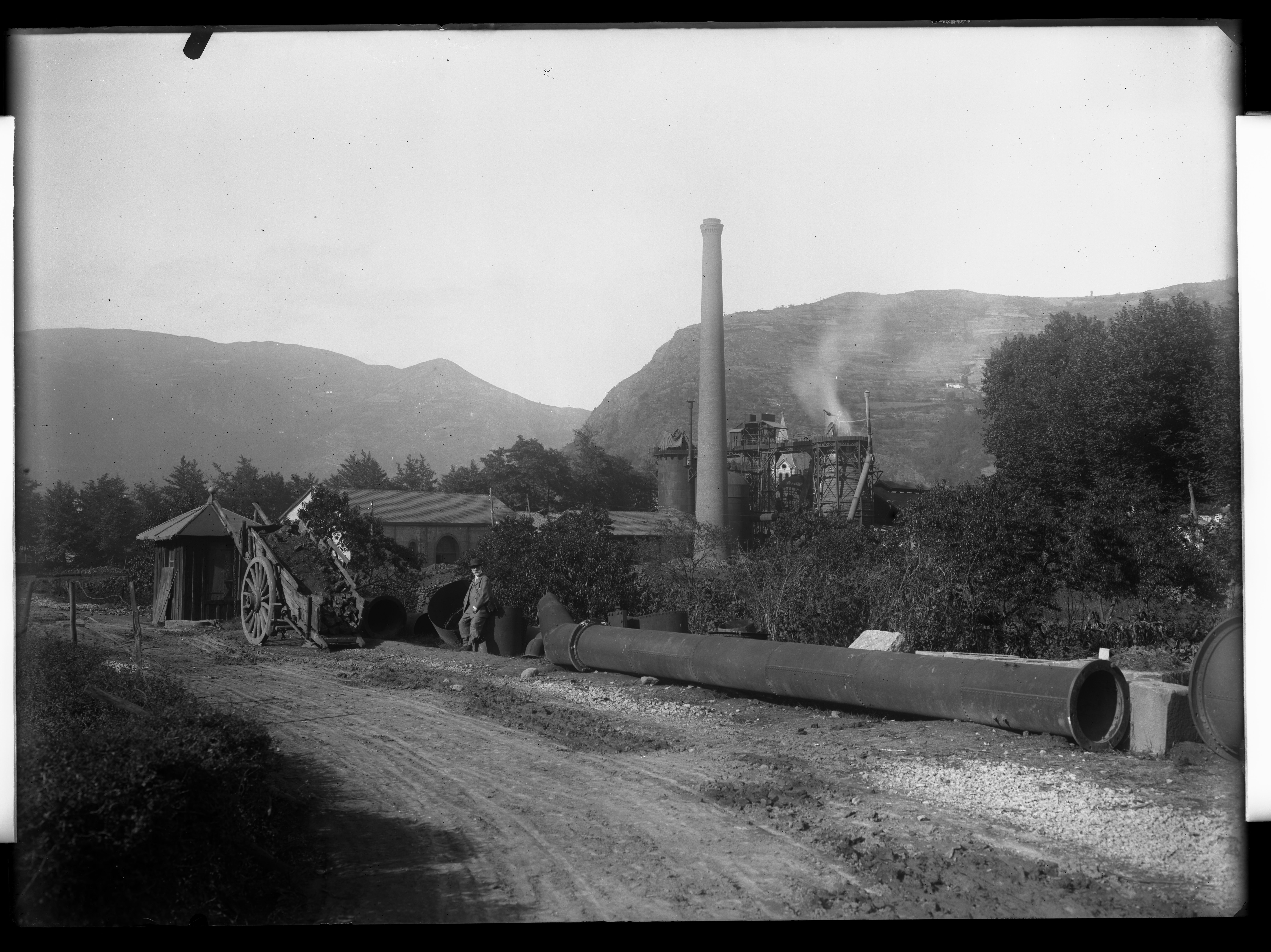
Les hauts fourneaux en
septembre 1903.

Tarascon-sur-Ariège était au Moyen Âge un centre commercial important, d'où la construction d'une enceinte qui protège la ville. Gérée par des consuls, c'est une des quatre villes du comté de Foix. Au XIIe siècle, une seconde enceinte est construite, ainsi qu'un pont qui permet de traverser l'Ariège, mais au XIVe siècle l’extension de la ville est telle qu'elle sort des enceintes avec par exemple l'apparition du faubourg Sainte-Quitterie « du bout du pont » et le quartier Saint-Jacques « hors la porte ».
Entre 1625 et 1630, l'évêque de Pamiers Henri de Sponde, filleul de Henri IV, tente d'implanter un couvent de Minimes à Tarascon mais échoue faute de moyens.
Le 10 novembre 1632, le capitaine Teulade de Foix avise les consuls que par ordonnance du roi Louis XIII et du cardinal Richelieu, le château comtal de Tarascon doit être démoli « rez-terre » aux frais de la ville. La tour de Mount-Négré et le château Lamotte subirent le même sort.
En 1775, la tour du Castella, qui surplombe Tarascon, est construite. Elle fait suite à la démolition, par ordre de l'ingénieur de province, de la porte de Foix. Les matériaux issus de la destruction sont en partie réutilisés lors de la construction de la tour ronde du Castella, l'autre partie sera utilisée pour la restauration de la porte d'Espagne. La tour du Castella est située sur l'ancien emplacement du château féodal.
La Société métallurgique de l'Ariège, cliente des mines de fer de Rancié, a investi dès 1869 dans un haut fourneau installé dans la commune, sonnant ainsi le glas des forges à la catalane. Elle l'utilisera aussi pour l'excellent minerai qu'elle exploite pour son propre compte à la mine de Pimorent dans la commune de Porté-Puymorens en Cerdagne.
Un tramway a fonctionné de 1911 à 1932 desservant la vallée de Vicdessos et constituant la ligne de Tarascon-sur-Ariège à Auzat.
Le 1er avril 1973, la commune de Banat est rattachée à celle de Tarascon-sur-Ariège sous le régime de la fusion-association.

## Politique et administration

### Découpage territorial
La commune de Tarascon-sur-Ariège est membre de la communauté de communes du Pays de Tarascon, un établissement public de coopération intercommunale (EPCI) à fiscalité propre créé le 21 juillet 1994 dont le siège est à Tarascon-sur-Ariège. Ce dernier est par ailleurs membre d'autres groupements intercommunaux.
Sur le plan administratif, elle est rattachée à l'arrondissement de Foix, au département de l'Ariège, en tant que circonscription administrative de l'État, et à la région Occitanie.
Sur le plan électoral, elle dépend du canton du Sabarthès pour l'élection des conseillers départementaux, depuis le redécoupage cantonal de 2014 entré en vigueur en 2015, et de la première circonscription de l'Ariège  pour les élections législatives, depuis le redécoupage électoral de 1986.

### Administration municipale
Le nombre d'habitants au recensement de 2017 étant compris entre 2 500 habitants et 3 499 habitants, le nombre de membres du conseil municipal pour l'élection de 2020 est de vingt trois,.

### Liste des maires
| Période                                  | Période  | Identité                                      | Étiquette | Qualité                    |
| ---------------------------------------- | -------- | --------------------------------------------- | --------- | -------------------------- |
|                                          |          | François André Vergé                          |           |                            |
| 1852                                     | 1866     | Gaspard Lucien Victor Philippe de Saint André |           |                            |
| 1866                                     | 1871     | Frédéric Germain Elisabeth Esquirol           |           |                            |
| 1878                                     | 1890     | Frédéric Germain Elisabeth Esquirol           |           |                            |
| 1919                                     | 1938     | Louis Philippe                                | Rad.      |                            |
| 1944                                     | 1978     | Paul Joucla                                   | PS        |                            |
| 1978                                     | 1981     | Gérard Esquirol                               |           |                            |
| 1981                                     | 1987     | Jules Joseph Rousse                           | PS        |                            |
| 1987                                     | 1989     | Charles Montaud                               |           |                            |
| 1989                                     | 2001     | Robert Naudi                                  | PS        |                            |
| mars 2001                                | En cours | Alain Sutra                                   | PRG-MRSL  | Retraité de l'enseignement |
| Les données manquantes sont à compléter. |          |                                               |           |                            |

### Politique environnementale
La commune était initialement probablement riche en termes d'écopotentialité, mais son industrialisation y a laissé des séquelles importantes [non neutre]. En particulier, l'usine Pechiney installée au bord du Vicdessos, a laissé plusieurs décharges internes qui relarguent [réf. nécessaire] plusieurs polluants préoccupants, dont certains non dégradables (fluorures, aluminium, cuivre, nickel, arsenic, baryum, chrome hexavalent, plomb, mercure et hydrocarbures). Ces polluants menacent la nappe phréatique, la rivière et les écosystèmes périphériques.

### Jumelages
- Berga (Espagne)
- Monção (Portugal)
- Morsano al Tagliamento (Italie)
- Tarascon (France), la signature de la charte de jumelage a eu lieu le 23 juin 2017[53].

## Démographie
| 1793  | 1800  | 1806  | 1821  | 1831  | 1836  | 1841  | 1846  | 1851  |
| ----- | ----- | ----- | ----- | ----- | ----- | ----- | ----- | ----- |
| 1 400 | 1 181 | 1 378 | 1 466 | 1 551 | 1 675 | 1 560 | 1 530 | 1 637 |

| 1856  | 1861  | 1866  | 1872  | 1876  | 1881  | 1886  | 1891  | 1896  |
| ----- | ----- | ----- | ----- | ----- | ----- | ----- | ----- | ----- |
| 1 557 | 1 502 | 1 513 | 1 534 | 1 607 | 1 611 | 1 739 | 1 485 | 1 432 |

| 1901  | 1906  | 1911  | 1921  | 1926  | 1931  | 1936  | 1946  | 1954  |
| ----- | ----- | ----- | ----- | ----- | ----- | ----- | ----- | ----- |
| 1 445 | 1 684 | 1 606 | 1 746 | 1 834 | 2 559 | 2 236 | 3 170 | 3 184 |

| 1962  | 1968  | 1975  | 1982  | 1990  | 1999  | 2006  | 2007  | 2012  |
| ----- | ----- | ----- | ----- | ----- | ----- | ----- | ----- | ----- |
| 3 680 | 3 878 | 4 197 | 3 916 | 3 533 | 3 446 | 3 489 | 3 493 | 3 386 |

| 2017  | 2022  | - | - | - | - | - | - | - |
| ----- | ----- | - | - | - | - | - | - | - |
| 3 044 | 3 060 | - | - | - | - | - | - | - |

| selon la population municipale des années : | 1968 | 1975 | 1982 | 1990 | 1999 | 2006 | 2009 | 2013 |
| Rang de la commune dans le département      | 5    | 5    | 5    | 6    | 6    | 6    | 7    | 7    |
| Nombre de communes du département           | 340  | 328  | 330  | 332  | 332  | 332  | 332  | 332  |

### Enseignement
Tarascon-sur-Ariège fait partie de l'académie de Toulouse.
L'éducation est assurée sur la commune de Tarascon-sur-Ariège depuis la crèche jusqu'au collège du Sabarthès. Les collèges de Tarascon et Vicdessos ont fusionné à la rentrée 2016 en une seule entité administrative.

### Culture et festivités
Comité des fêtes, maison des jeunes et de la culture, centre culturel François-Mitterrand avec bibliothèque, cinéma, auditorium...

### Activités sportives
- Gymnastique, football, pétanque, cyclisme, pêche, chasse[63], randonnée pédestre[64].. Piscine municipale,
- Rugby à XV : US Tarascon-sur-Ariège (a été Champion de France Honneur de rugby à XV en 1974) puis a ensuite connu trois montées successives, accédant à la première division en 1976-1977.
- Lieu de passage du Tour de France du Tour de l'Avenir, du Tour de l'Ariège, de la Route d'Occitanie.

### Écologie et recyclage
La déchèterie la plus proche se trouve dans la commune voisine d'Arignac, au lieudit Las Bernièros, sur la RD 8.

## Économie

### Revenus
En 2018, la commune compte 1 352 ménages fiscaux, regroupant 2 740 personnes. La médiane du revenu disponible par unité de consommation est de 17 920 € (19 820 € dans le département). 35 % des ménages fiscaux sont imposés (40,7 % dans le département).

### Emploi
| Division       | 2008  | 2013   | 2018   |
| -------------- | ----- | ------ | ------ |
| Commune        | 9,2 % | 12,5 % | 15 %   |
| Département    | 8,9 % | 11,1 % | 11,2 % |
| France entière | 8,3 % | 10 %   | 10 %   |

En 2018, la population âgée de 15 à 64 ans s'élève à 1 674 personnes, parmi lesquelles on compte 67,3 % d'actifs (52,3 % ayant un emploi et 15 % de chômeurs) et 32,7 % d'inactifs,. Depuis 2008, le taux de chômage communal (au sens du recensement) des 15-64 ans est supérieur à celui de la France et du département.
La commune est la commune-centre de l'aire d'attraction de Tarascon-sur-Ariège,. Elle compte 1 526 emplois en 2018, contre 1 604 en 2013 et 1 673 en 2008. Le nombre d'actifs ayant un emploi résidant dans la commune est de 893, soit un indicateur de concentration d'emploi de 170,9 % et un taux d'activité parmi les 15 ans ou plus de 44,1 %.
Sur ces 893 actifs de 15 ans ou plus ayant un emploi, 435 travaillent dans la commune, soit 49 % des habitants. Pour se rendre au travail, 79,1 % des habitants utilisent un véhicule personnel ou de fonction à quatre roues, 2,8 % les transports en commun, 13,8 % s'y rendent en deux-roues, à vélo ou à pied et 4,4 % n'ont pas besoin de transport (travail au domicile).

### Activités hors agriculture
313 établissements sont implantés  à Tarascon-sur-Ariège au 31 décembre 2019. Le tableau ci-dessous en détaille le nombre par secteur d'activité et compare les ratios avec ceux du département,.
| Secteur d'activité                                                                                        | Commune | Commune | Département |
| Secteur d'activité                                                                                        | Nombre  | %       | %           |
| --- | ------- | ------- | ----------- |
| Ensemble                                                                                                  | 313     | 100 %   | (100 %)     |
| Industrie manufacturière, industries extractives et autres                                                | 27      | 8,6 %   | (12,9 %)    |
| Construction                                                                                              | 31      | 9,9 %   | (14,2 %)    |
| Commerce de gros et de détail, transports, hébergement et restauration                                    | 100     | 31,9 %  | (27,5 %)    |
| Information et communication                                                                              | 6       | 1,9 %   | (1,8 %)     |
| Activités financières et d'assurance                                                                      | 12      | 3,8 %   | (2,8 %)     |
| Activités immobilières                                                                                    | 16      | 5,1 %   | (4,2 %)     |
| Activités spécialisées, scientifiques et techniques et activités de services administratifs et de soutien | 45      | 14,4 %  | (13,2 %)    |
| Administration publique, enseignement, santé humaine et action sociale                                    | 44      | 14,1 %  | (14,4 %)    |
| Autres activités de services                                                                              | 32      | 10,2 %  | (8,8 %)     |

Le secteur du commerce de gros et de détail, des transports, de l'hébergement et de la restauration est prépondérant sur la commune puisqu'il représente 31,9 % du nombre total d'établissements de la commune (100 sur les 313 entreprises implantées  à Tarascon-sur-Ariège), contre 27,5 % au niveau départemental.
Les cinq entreprises ayant leur siège social sur le territoire communal qui génèrent le plus de chiffre d'affaires en 2020 sont : 
- Cma Industry, construction aéronautique et spatiale (4 706 k€)
- 2Ei, fabrication de structures métalliques et de parties de structures (3 173 k€)
- SJC, travaux de maçonnerie générale et gros œuvre de bâtiment (2 040 k€)
- Miroiterie Oriège, travaux de peinture et vitrerie (1 541 k€)
- SARL Cuminetti Père et Fils, travaux de terrassement courants et travaux préparatoires (1 524 k€)

Située dans la commune de Quié très imbriquée avec Tarascon se trouve l'usine de Sabart fondée en 1925. Cette aluminerie, devenue Sabart AeroTech, après plusieurs changements d'actionnaires et moins de quarante salariés en mars 2018, bénéficie encore des commandes du pôle mondial de construction aéronautique de la région toulousaine, mais la présence d'investisseurs chinois semble inquiéter les clients dans ce secteur hautement stratégique.
CMA Industry, équipementier pour l'aviation, compte 65 employés en 2019.
L'entreprise Séguélas propose de l'Hypocras, un apéritif médiéval à base de vin, d'épices et de pétales de rose.

### Agriculture
|                                   | 1988 | 2000 | 2010 |
| --------------------------------- | ---- | ---- | ---- |
| Exploitations                     | 7    | 4    | 4    |
| Superficie agricole utilisée (ha) | 29   | 72   | 48   |

La commune fait partie de la petite région agricole dénommée « Région pyrénéenne ». En 2010, l'orientation technico-économique de l'agriculture  sur la commune est la polyculture et le polyélevage. Quatre exploitations agricoles ayant leur siège dans la commune sont dénombrées lors du recensement agricole de 2010 (sept en 1988). La superficie agricole utilisée est de 48 ha.

## Culture locale et patrimoine

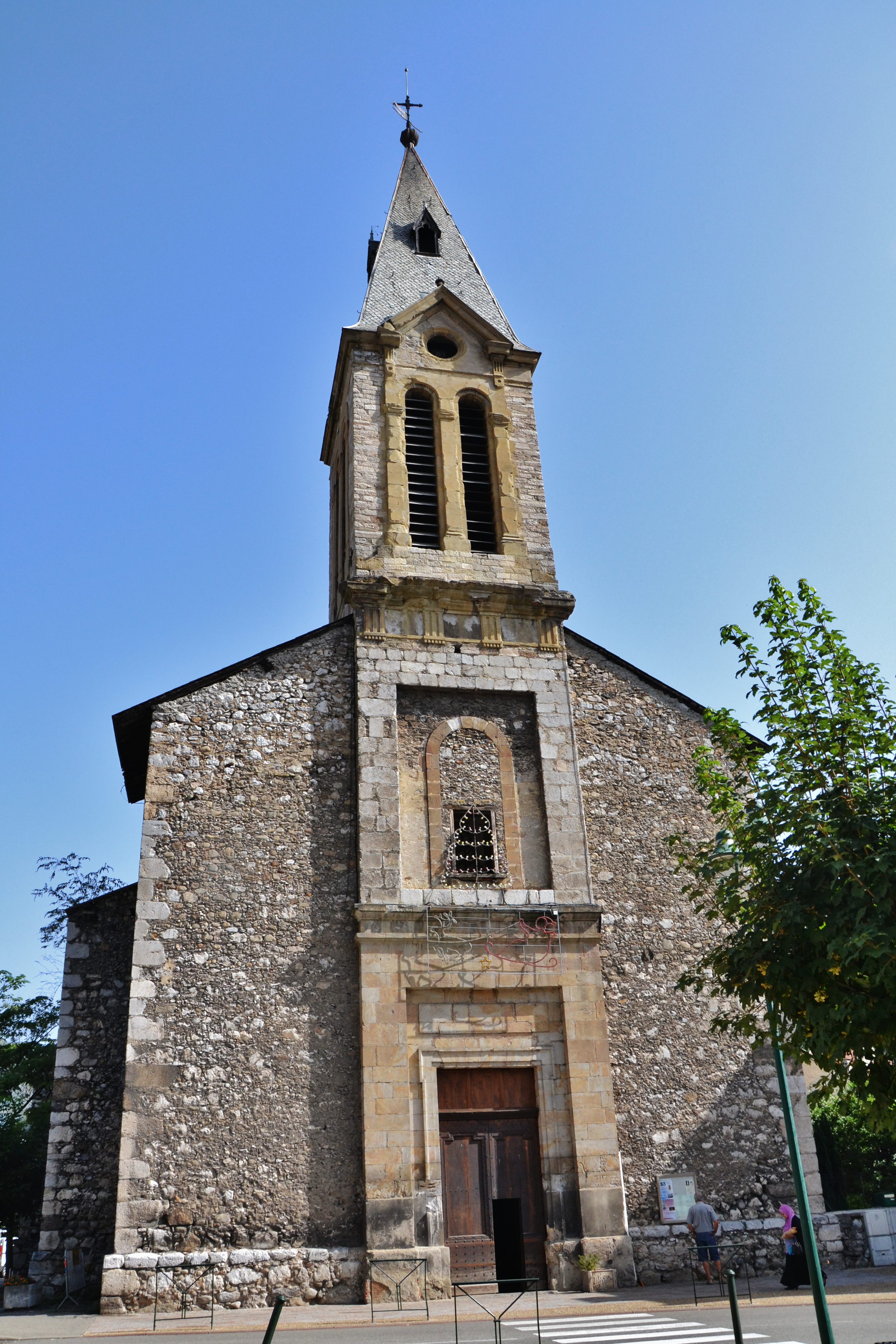
L'église Sainte-Quitterie.

La tour du Castella.

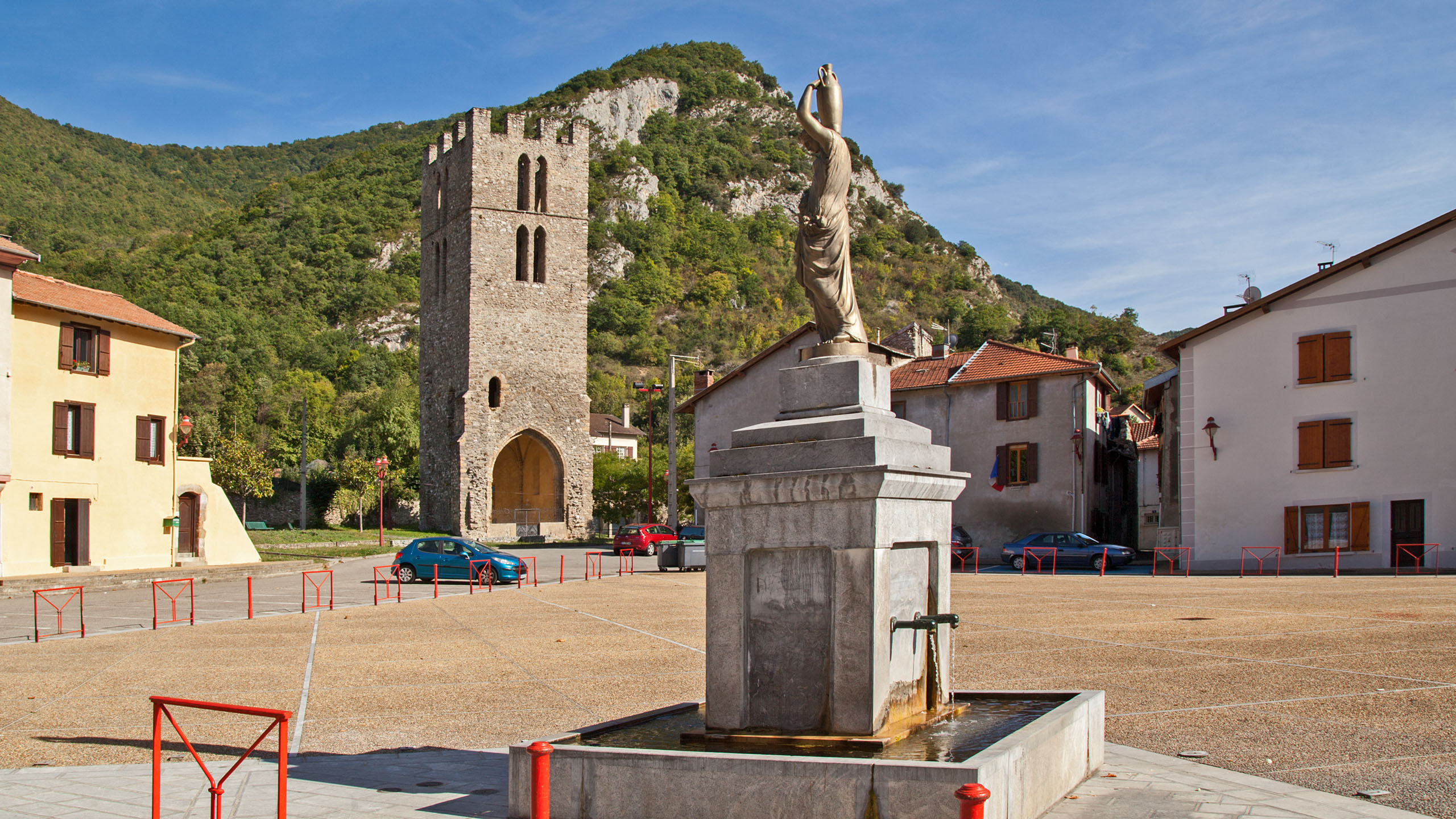
La tour Saint-Michel et la place Félix-Garrigou.

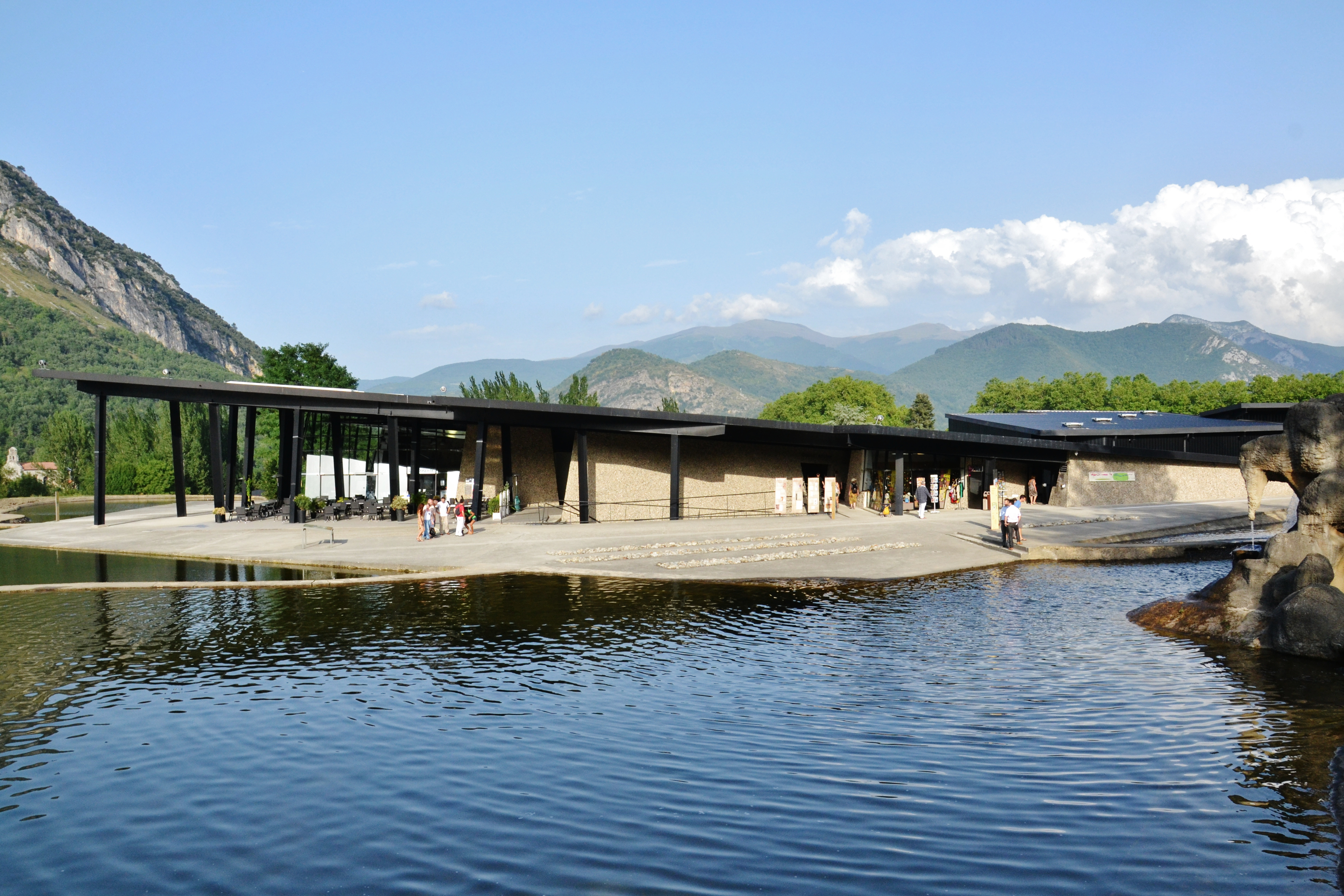
Parc pyrénéen de l'art préhistorique, Tarascon-sur-Ariège.

### Lieux et monuments
- Château de Lacombe[72].
- Chapelle Notre-Dame de Sabart.
- Église Sainte-Quitterie.
- Église Notre-Dame-de-la-Daurade.
- Église Notre-Dame-du-Rosaire de Banat[73].
- Grotte de Lombrives.
- Parc pyrénéen de l'art préhistorique.
- Tour du Castella.
- Tour Saint-Michel[74].
- Maison de Jehan-Séré, inscrite monument historique en 1950.
- Fortifications.
- Nombreuses arcades, dont la porte Lacaussade.

### Personnalités liées à la commune
- Roger-Bernard III de Foix (1265-1302), comte de Foix mort à Tarascon sur Ariège.
- Joseph Pilhes (1740-1832), né et mort à Tarascon sur Ariège, auteur de théâtre. Viguier d'Andorre.
- Marc Dax (1770-1837), médecin.
- Adolphe Garrigou (1802-1893), industriel, historien.
- Victor Pilhes (1817-1882), révolutionnaire et homme politique, il fut préfet puis député de l'Ariège.
- Félix Garrigou (1835-1920), médecin, préhistorien, spéléologue et hydrologue né à Tarascon sur Ariège.
- Antonin Gadal (1877-1962), mystique et historien qui dédia son existence à l'étude des Cathares.
- Amédée Gaubert (1881 -1967), né à Tarascon sur Ariège, Intendant Général.
- Célestin Maffre (1907-1996), poète occitan né à Tarascon sur Ariège, un square porte son nom.
- Christian Bernadac (1937-2003), journaliste et écrivain.
- Gilbert Laffaille (1948), chanteur dont le père est natif de Tarascon sur Ariège.
- Richard Canal (1953), écrivain et scénariste né à Tarascon sur Ariège.
- Alain Duran (1958), né à Tarascon sur Ariège, sénateur de l'Ariège (2014-2020).
- Frédéric Carbonne (1966), journaliste radio, né à Tarascon sur Ariège.

### Héraldique
| Blason de Tarascon-sur-Ariège | Blason  | D'azur (de gueules) au château de trois tours d'argent (d'or) ouvert du champ, maçonné de sable environné de deux branches de laurier d'argent passées en double sautoir en chef en pointe. Devise / CriS'y pasos y demoros. |
| Blason de Tarascon-sur-Ariège | Détails | Créé le 11 mars 1701 par les commissaires généraux, adopté le 19 septembre 1817, enregistré le 16 octobre 1817. Le statut officiel du blason reste à déterminer.                                                             |